# Communauté de communes de l’Ouest d’Amiens
Die Communauté de communes de l’Ouest d’Amiens war ein französischer Gemeindeverband mit der Rechtsform einer Communauté de communes im Département Somme in der Region Hauts-de-France. Sie wurde am 25. November 1993 gegründet und umfasste 18 Gemeinden. Der Verwaltungssitz befand sich im Ort Picquigny.

## Historische Entwicklung
Am 1. Januar 2017 wurde der Gemeindeverband mit der Communauté de communes du Val de Nièvre et Environs zur neuen Communauté de communes Nièvre et Somme zusammengeschlossen.

## Ehemalige Mitgliedsgemeinden
1. Ailly-sur-Somme
2. Argœuves
3. Belloy-sur-Somme
4. Bourdon
5. Breilly
6. Cavillon
7. Crouy-Saint-Pierre
8. Ferrières
9. Fourdrinoy
10. Hangest-sur-Somme
11. La Chaussée-Tirancourt
12. Le Mesge
13. Picquigny
14. Saint-Sauveur
15. Saisseval
16. Seux
17. Soues
18. Yzeux